# پری‌شاهرخ بالتیمور
مرغ انجیر خوار(داردُنبه)شمالی نوعی پرنده اجیرخوار است که در تیره سیاه‌پره‌ایان و راسته گنجشک‌سانان قرار دارد. زیستگاه این پرنده مناطق شرقی و مرکزی آمریکای شمالی و همچنین آمریکای مرکزی و کشورهای کلمبیا و اکوادور در آمریکای جنوبی است.